# قاسم محمدی

قاسم محمدی در دوران نمایندگی مجلس شورای اسلامی

قاسم محمدی در زمان نمایندگی مجلس شورای اسلامی

قاسم محمدی (زادهٔ ۱۳۴۶ در مغان) نمایندهٔ حوزهٔ انتخابیهٔ اردبیل، نیر، نمین و سرعین در دورهٔ هشتم مجلس شورای اسلامی بوده‌است.
قاسم محمدی در تاریخ ۲۲ دی ۹۹ به عنوان رئیس هیات مدیره کشت و صنعت مغان انتخاب شد. و در تاریخ 12 شهریور ماه سال 1401 قاسم محمدی به عنوان مدیرعامل و عضو هیئت مدیره شرکت کشت و صنعت و دامپروری مغان منصوب شد.     

## دوران نمایندگی در مجلس هشتم
از تاریخ 7 خرداد سال 1387 الی 6 خرداد 1391 با عنوان منتخب اول با كسب 51 هزار و 292 رأي صحیح به مدت چهار سال نماینده مردم اردبیل، نیر، نمین و سرعین بود. 

## جستارهای وابسته

حاج قاسم محمدی